# 470 Kilia
A 470 Kilia (ideiglenes jelöléssel 1901 GJ) a Naprendszer kisbolygóövében található aszteroida. Luigi Carnera fedezte fel 1901. április 21-én.